# Cohausen-Tempel

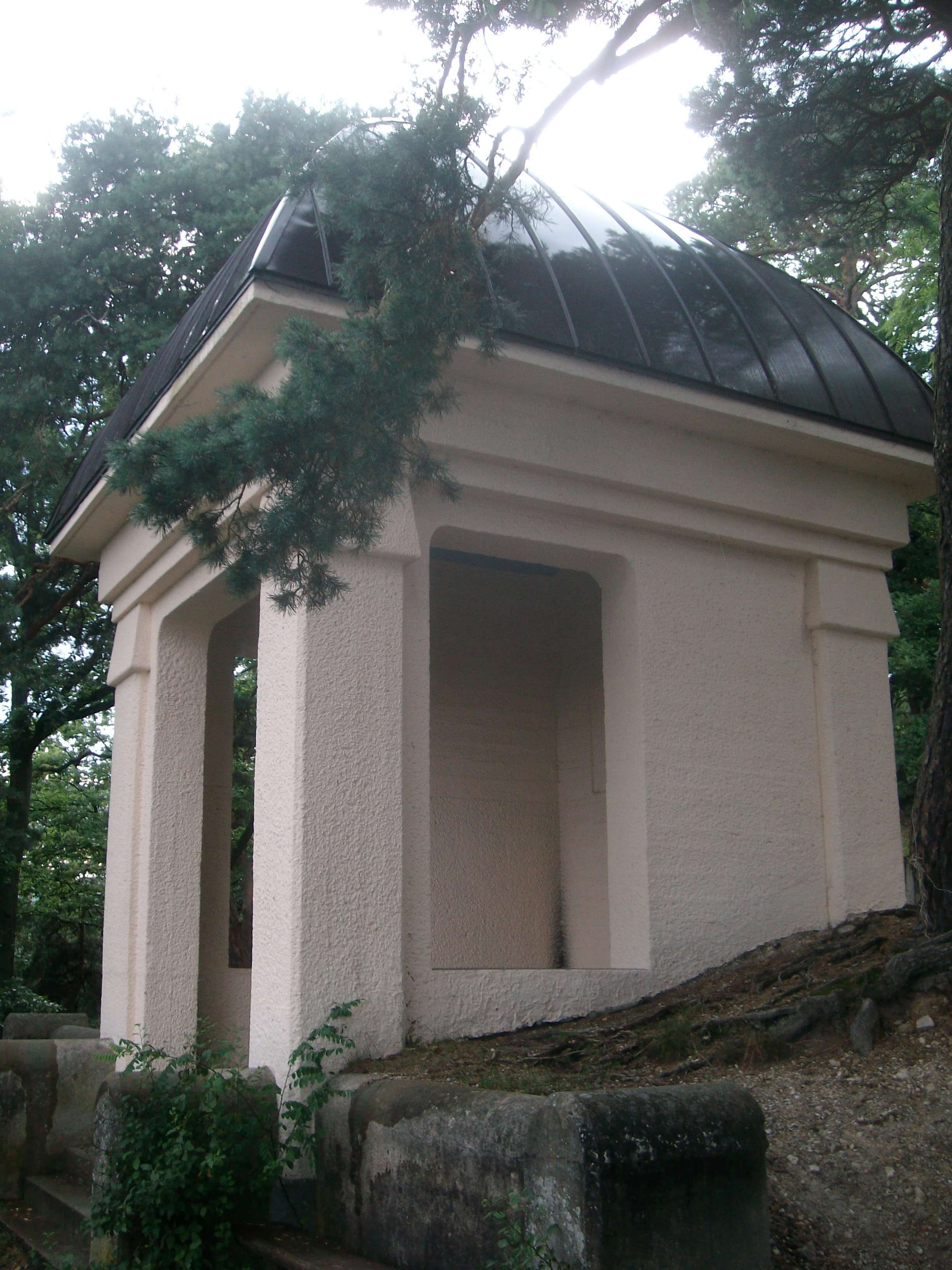
Cohausen-Tempel

Der Cohausen-Tempel wurde 1910 am Westhang des Kapellenberges bei Hofheim am Taunus zur Erinnerung an Karl August von Cohausen errichtet, den ehemaligen Direktor der Sammlung Nassauischer Altertümer. Cohausen hatte sich besonders der Erforschung der Ringwälle im Taunus, darunter der Turm auf dem Kapellenberg, gewidmet. Finanziert wurde der Bau nach einer Planung des Frankfurter Architekten Karl Kolb durch Spendengelder auf Initiative des Hofheimer Taunusklub und Verschönerungsvereins. Die Kosten des Baus betrugen 2.500 Mark.
Es handelt sich um einen kubischen Baukörper aus Eisenbeton, der an drei Seiten offen ist. Quadratische Pfeiler betonen die Ecken; über einem zweistufigen Gesims befindet sich ein Glockendach. Vor dem Tempel liegt eine kleine Platzanlage, die durch abgerundete Mauern gebildet wird. Das Dach war ursprünglich in Kupfer ausgeführt. Es wurde später durch ein Bitumendach ersetzt, 2003 wurde das ursprüngliche Kupferdach auf Wunsch der Denkmalpflege wiederhergestellt.
Der Tempel befindet sich seit den 1950er Jahren im Besitz der Stadt Hofheim.

## Galerie

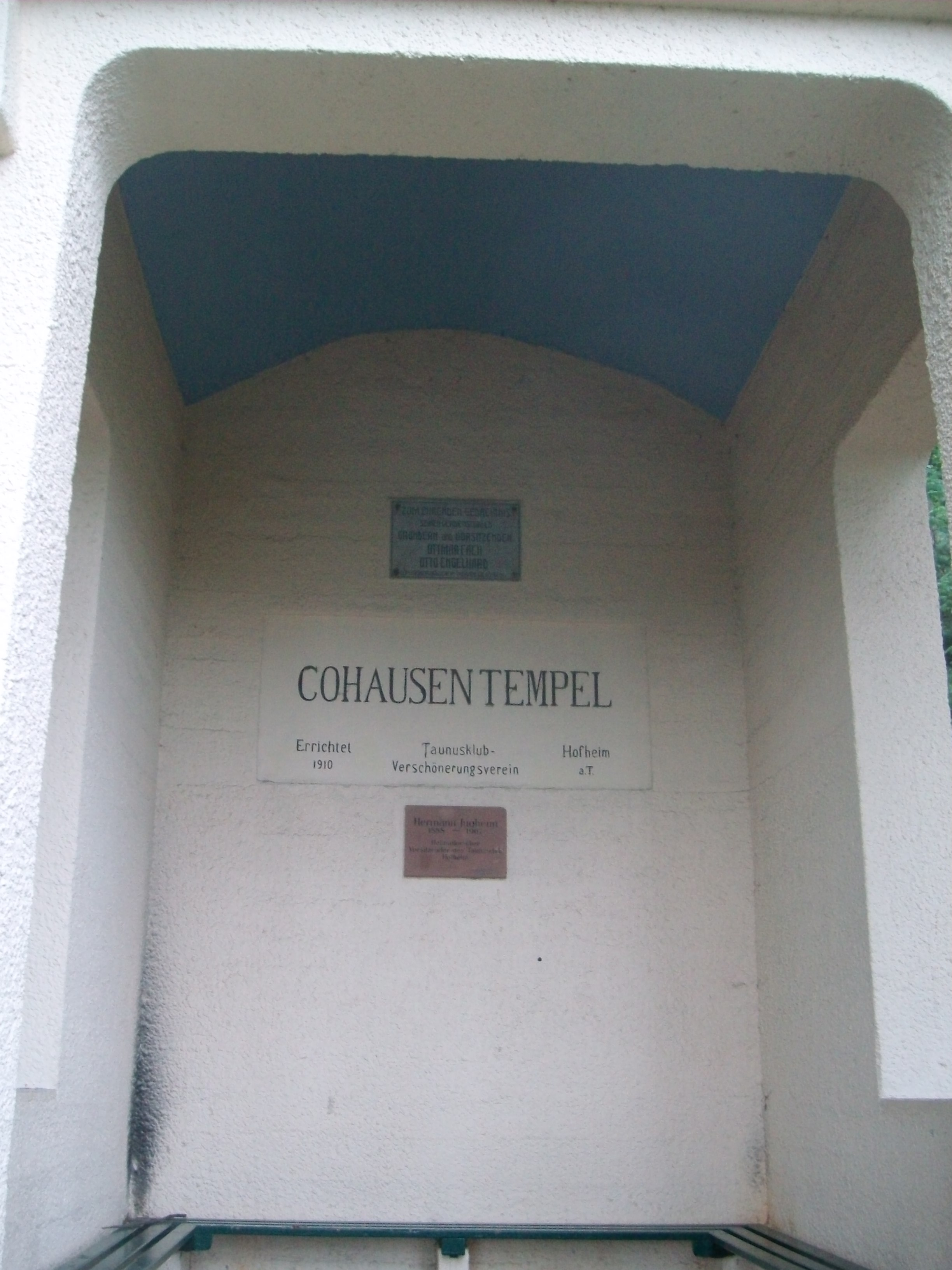
Innenbereich des Cohausen-Tempels
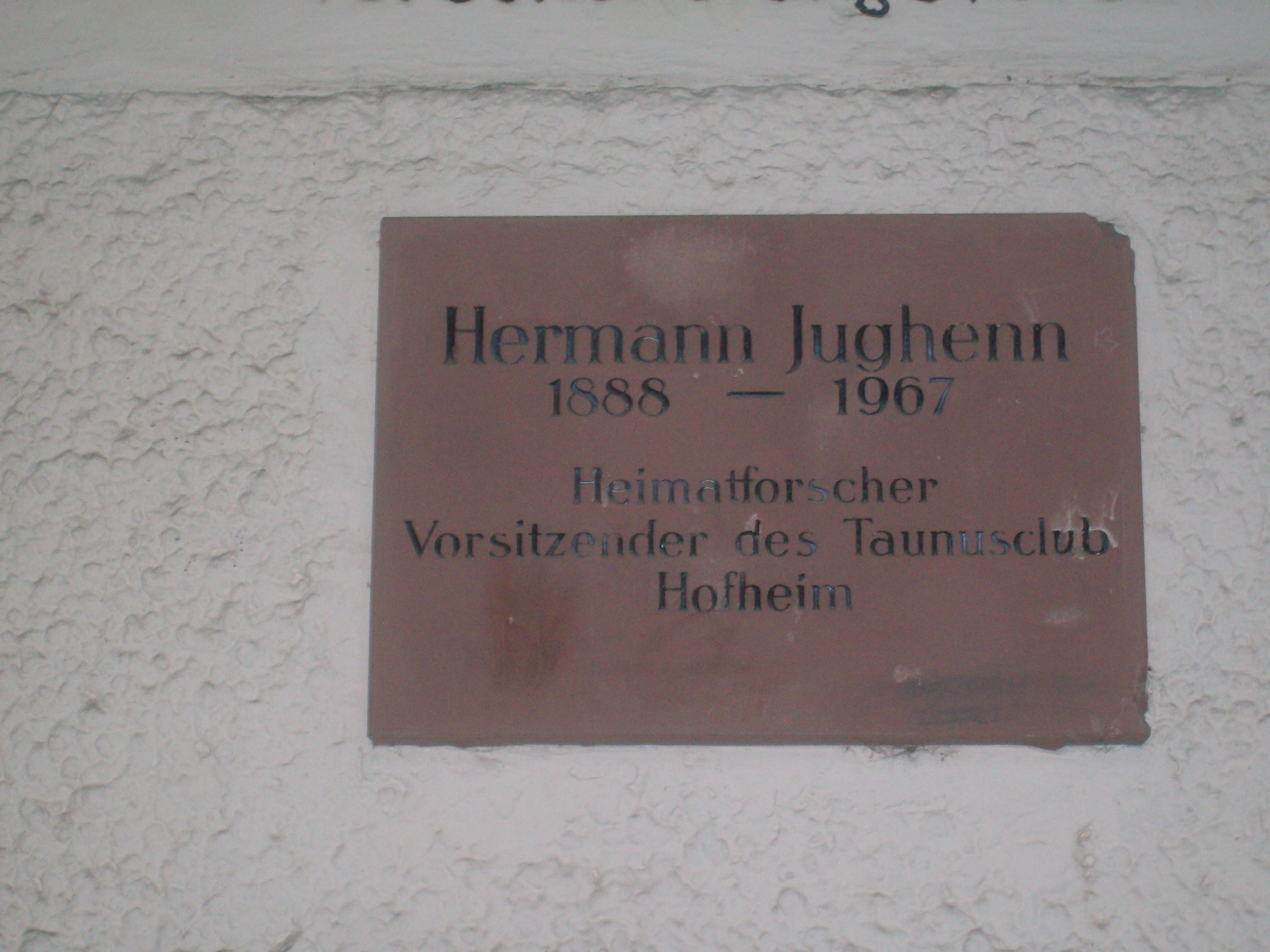
Widmung für Hermann Jughenn
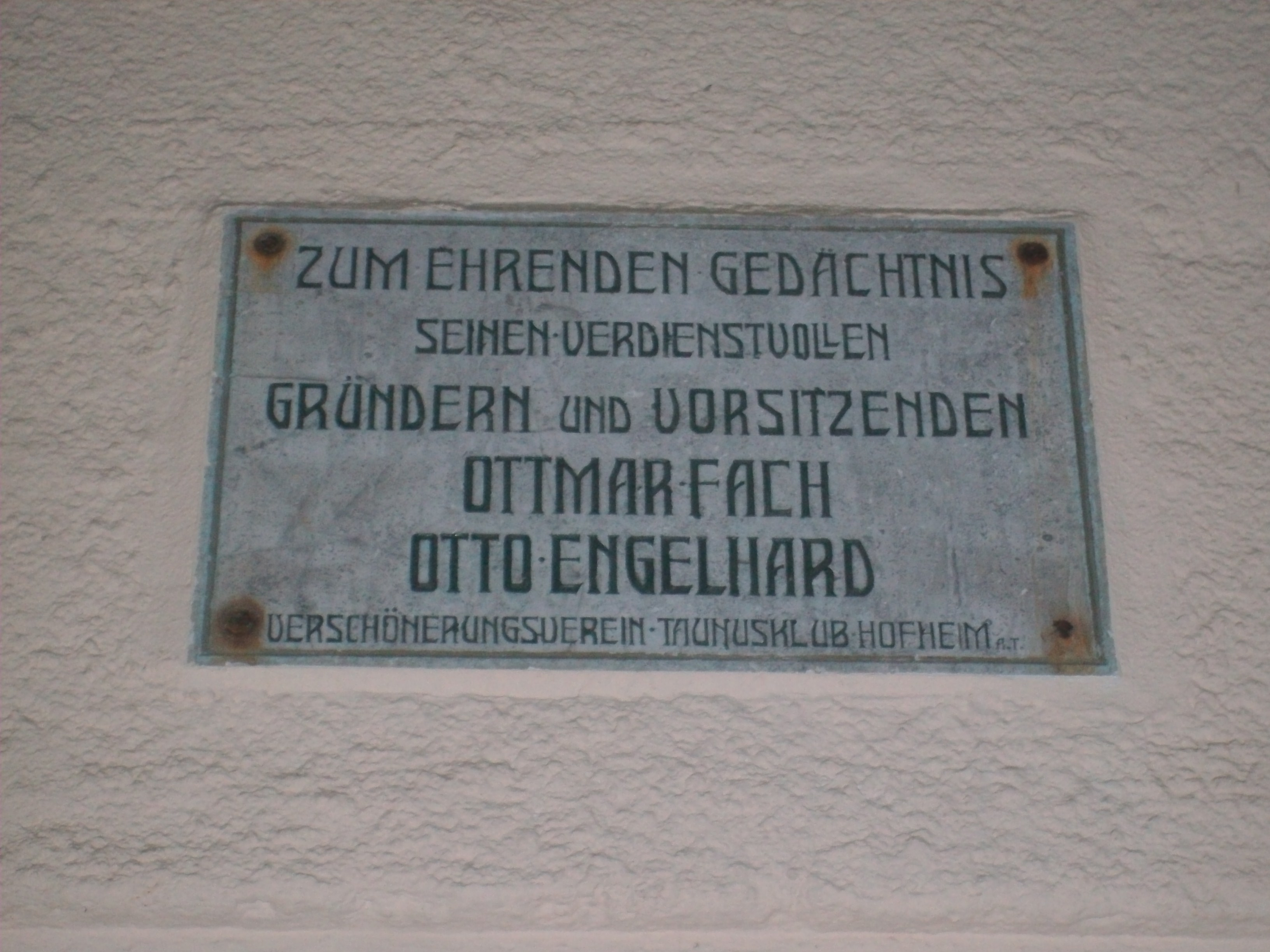
Widmungen

## Sonstiges
In der Nähe des Cohausen-Tempel befindet sich der Graue Stein, ein Findling aus Taunusquarzit. Der Monolith ist möglicherweise als Menhir hierher verbracht worden.